# Elvis: A Legendary Performer Volume 1
Albums de Elvis Presley
Raised on Rock
(1973) Good Times
(1974)
Elvis: A Legendary Performer Volume 1 est un album d'Elvis Presley sorti en janvier 1974. Cette compilation inclut des versions inédites de certaines chansons, ainsi que deux extraits d'interviews de 1958.

## Titres

### Face 1
1. That's All Right (Arthur Crudup) – 1:33
2. I Love You Because (Leon Payne) – 3:27
3. Heartbreak Hotel (Mae Boren Axton, Tommy Durden, Elvis Presley) – 2:08
4. Elvis – 0:34
5. Don't Be Cruel (Otis Blackwell, Elvis Presley) – 2:03
6. Love Me (Jerry Leiber, Mike Stoller) – 2:32
7. Tryin' to Get to You (Rose Marie McCoy, Charlie Singleton) – 2:33

### Face 2
1. Love Me Tender (Vera Matson, Elvis Presley) – 2:42
2. Peace in the Valley (Thomas A. Dorsey) – 3:20
3. Elvis' Farewell to His Fans – 2:14
4. (Now and Then There's) A Fool Such as I (Bill Trader) – 2:30
5. Tonight's All Right for Love (Joseph Lilley, Abner Silver, Sid Wayne) – 1:20
6. Are You Lonesome Tonight? (Lou Handman, Roy Turk) – 3:31
7. Can't Help Falling in Love (Luigi Creatore, Hugo Peretti, George David Weiss) – 3:00